# Jürgen Oechsler
Jürgen Oechsler (* 9. Januar 1963 in Saarlouis) ist ein deutscher Jurist und Professor.

## Leben
Er studierte zunächst Rechtswissenschaften und Orientalistik in Saarbrücken. Während seiner Ausbildung hielt er sich unter anderem in Kairo, Tunesien und Houston Texas auf. Er promovierte 1991 mit dem Titel „Wettbewerb, Reziprozität und externe Geschäfte im Kreditkartengeschäft“ an der Universität des Saarlandes mit der höchsten Auszeichnung. Am 6. Februar 1996 habilitierte er mit der Arbeit „Gerechtigkeit im modernen Austauschvertrag“. Er war Assistent am Lehrstuhl von Michael Martinek. Er hielt Vorlesungen in englischer und französischer Sprache unter anderem an der University of Warwick und der Robert-Schumann-Universität in Straßburg.
Am 19. Juni 1998 wurde er zum Universitätsprofessor auf Lebenszeit an der Universität Potsdam ernannt. Schließlich wechselte er im Januar 2003 nach der Ernennung zum Universitätsprofessor an die Johannes Gutenberg-Universität Mainz. Dort ist er Inhaber eines Lehrstuhles für Bürgerliches Recht, Handelsrecht, deutsches und europäisches Wirtschaftsrecht.

## Veröffentlichungen (Auswahl)
- Wettbewerb, Reziprozität und externe Effekte im Kreditkartengeschäft: kartellrechtliche Grundprobleme des bargeldlosen Zahlungsverkehrs (Dissertation), Decker und Müller, Heidelberg 1997, ISBN 978-3-8226-2892-8
- Ulrich Ehricke/Jens Ekkenga/Jürgen Oechsler, WpÜG – Wertpapiererwerbs- und Übernahmegesetz (Gesetzeskommentar), C. H. Beck, München 2003, ISBN 978-3-406-51199-8
- Schuldrecht Besonderer Teil, Vertragsrecht, Vahlen, München 2003, ISBN 978-3-8006-2891-9
- Vertragliche Schuldverhältnisse (2. Aufl.), Mohr Siebeck, Tübingen 2017, ISBN 978-3-16-155468-1
- Gerechtigkeit im modernen Austauschvertrag, Mohr Siebeck, Tübingen 2020, ISBN 978-3-16-157899-1